# Typocaeta kenyana
Typocaeta kenyana är en skalbaggsart som beskrevs av Teocchi 1991. Typocaeta kenyana ingår i släktet Typocaeta och familjen långhorningar.
Artens utbredningsområde är Kenya. Inga underarter finns listade i Catalogue of Life.